# Karol Balandret
Karol Balandret (ur. 7 grudnia 1782 w Grandfontaine (?), zm. 7 lipca 1861 roku w Lyonie) – polski pedagog, profesor Akademii Połockiej, ksiądz katolicki.
Jezuita, po studiach matematyki w Kolegium Połockim w latach 1810-1811, wyjechał do Petersburga, gdzie w latach 1811–1816 był francuskojęzcznym kaznodzieją. W latach 1816–1820 profesor logiki, metafizyki, matematyki i geometrii w Akademii Połockiej. Po wypędzeniu  jezuitów z Rosji pracował jako misjonarz w Laval, we Francji (1820-1824),  wykładał teologię w Paryżu i Dôle (1824-1830), dogmatykę w La Brigue, gdzie zostaje rektorem (1830-1833), wreszcie wykłada  prawo kanoniczne i etykę w Puy i Laval w 1833 r. Pod koniec życia (od 1836) pracuje w Lyonie.